# آغکند علیا
آغکند علیا، روستایی از توابع بخش چنگ الماس شهرستان بیجار در استان کردستان ایران است. وجه تسمیه آغکند به این دلیل بوده کلمه‌ای ترکیّست بمعنای روستای سفید که درهیجده کیلومتری شهرستان بیجار واقع گردیده آب مشروب و زراعتی آن از رشته قناتی گرفته می‌شود که حدود یک کیلومتر رو به رحمت آباد حفر گردیده و شاید قدمت این قنات به دویست سال برسد بلکه بیشتر گویا نام‌گذاری این روستا و سیرالان و قزل اغاج و غیره بدست اقوام ترکی که آن زمان آن را بنانهاده‌اند گذاشته شده‌است به موازات رشته قنات یاد شده چشمه خود جوش پرآب دیگری در طرف دیگر آبادی می‌جوشد باسم سراب و این دواب قنات و چشمه باعث سرسبزی و طراوت این روستا شده‌است. جمعیت ان روزگاری بیش از صد خانوار بوده اما حالا حدود پنجاه خانواراست از یکصد و پنجاه سال پیش در دو کیلو متر پایین‌تر از این روستا آغکندی دیگرهم بوده به نام آغکند سفلی یعنی پائینتر که جمعیت پانزده بیست خانوار آن درون قلعه ایی سکنا داشتند، اما با گذشت زمان تخریب وچند خانوار جمعیت آن باغکند علیا مهاجرت کردند. خانواده مهمی که در آغکند سفلی ساکن بودند بیشتر به فامیل بایندر مشهور بودن؛ و الان هم بیشتر اسم فامیل آغکند و حتی سیرالان هم بایندر بوده یا هستند. طایفه بایندر قوم مهمی بوده‌اند که دریادار بایندر که درجنگ زفار خلیج فارس کشته شد و خیابانی دربیجار به نام ایشان نامگذاری شده ازآن طایفه است. آغکند علیا یا آغکند بالا هم جمعیتش درون قلعه‌ای ساکن بوده‌اند که متاسفان الان ویران و بیشتر از یک تل خاک از آن باقی نمانده.
مردمانی سخت کوش هستند، از قدیما دو آسیاب آبی آرد این دو روستا را تأمین می‌کرد یکی چسبیده به خود آبادی حد فاصل روستا و چهارباغ که باغی مشجر از انواع درختان میوه بود و آسیاب دیگر یک کیلومتر پایینتر از روستای آغکند پائین یا سفلی بوده که متأسفانه هردو ویران شده و آثاری از آن‌ها بجا نمانده خود من چندین با ر برای تهیه ارد بهمراه داییم به هردو آسیاب رفته‌ام در آغکند پائینی وا ز امتداد آسیاب کناررودخانه چمنزار وسیعی موجود است باسم کله جو که انزمان دران یکنوع برنج به نام برنج رسمی کشت می‌شده که
بیشتر برای مصرف سالیانه خودشان بود پایین تراز آبادی آغکند دره‌ای نه چندان عمیق موجود است که بعلت داشتن این دورشته اب درپایین آبادی بهم این اهالی سخت کوش این دره را بیشتر به باغ انگور. گاهی درختان میوه تبدیل نموده وازان اب سیراب می‌کردند و می‌کنند اب خود جوش و قنات چهار باغ و درختان میوه و بوته‌های فراوان انواع انگور سرسبزی طراوت وزیبایی منحصر بفردی باین روستا بخشیده‌است طایفه دیگری که در روستای ا غکند سکنی داشتند سیدهایی بودن از نواده‌های سادات ساکن بایین چو نزدیک حسین آباد جاده سنندج که جد پدری ماهم بانها می‌رسد این طابفه چند قسمت می‌شوند که یک قسمت به قباسرخ که جد پدری ما از آن‌ها بوده ویک تعداد به روستای الکبود مهاجرت و تعدادی از آن‌ها به آغکند مهاجرت و ماندگار می‌شوند. گه به زمانپور مشهور بودن که بزرگان آن‌ها سید اسماعیل سید آقا امیر سیدعلی اشرف را می‌توان نامبرد گویش آن‌ها ترکی گروسی و مذهب آن‌ها شیعه دوازده امامیست.

## جمعیت
این روستا در دهستان بابارشانی قرار دارد و براساس سرشماری مرکز آمار ایران در سال ۱۳۸۵، جمعیت آن ۱۷۸ نفر (۳۴خانوار) بوده‌است.